# FC Dinamo București în sezonul 1971-1972
Sezonul 1971-72 este al 23-lea sezon pentru FC Dinamo București în Divizia A. Dinamo nu contează deloc în lupta pentru titlu, încheind sezonul abia pe locul 7. În schimb, participă în Cupa Campionilor Europeni unde depășește în primul tur echipa cehoslovacă Spartak Trnava, pentru a fi apoi eliminată de Feyenoord în turul secund.

## Rezultate
| Divizia A | Divizia A          | Divizia A           | Divizia A | Divizia A |
| Etapa     | Data               | Adversar            | Stadion   | Rezultat  |
| --------- | ------------------ | ------------------- | --------- | --------- |
| 1         | 22 august 1971     | CFR Cluj            | deplasare | 3-1       |
| 2         | 29 august 1971     | Steagul Roșu Brașov | acasă     | 2-2       |
| 3         | 5 septembrie 1971  | Poli Iași           | deplasare | 1-0       |
| 4         | 11 septembrie 1971 | Rapid București     | deplasare | 1-2       |
| 5         | 25 septembrie 1971 | U Craiova           | acasă     | 3-0       |
| 6         | 3 octombrie 1971   | ASA Târgu Mureș     | deplasare | 0-0       |
| 7         | 15 octombrie 1971  | U Cluj              | acasă     | 3-2       |
| 8         | 24 octombrie 1971  | Farul Constanța     | deplasare | 0-1       |
| 9         | 30 octombrie 1971  | UTA                 | acasă     | 1-1       |
| 10        | 17 noiembrie 1971  | Jiul Petroșani      | deplasare | 1-2       |
| 11        | 28 noiembrie 1971  | Crișul Oradea       | acasă     | 3-1       |
| 12        | 1 decembrie 1971   | Steaua București    | acasă     | 1-0       |
| 13        | 5 decembrie 1971   | SC Bacău            | deplasare | 1-3       |
| 14        | 8 decembrie 1971   | Petrolul Ploiești   | acasă     | 1-1       |
| 15        | 12 decembrie 1971  | FC Argeș            | deplasare | 2-3       |
| 16        | 12 martie 1972     | CFR Cluj            | acasă     | 0-0       |
| 17        | 19 martie 1972     | Steagul Roșu Brașov | deplasare | 1-2       |
| 18        | 26 martie 1972     | Poli Iași           | acasă     | 1-0       |
| 19        | 2 aprilie 1972     | Rapid București     | acasă     | 1-0       |
| 20        | 12 aprilie 1972    | U Craiova           | deplasare | 1-2       |
| 21        | 16 aprilie 1972    | ASA Târgu Mureș     | acasă     | 1-2       |
| 22        | 19 aprilie 1972    | U Cluj              | deplasare | 1-2       |
| 23        | 4 mai 1972         | Farul Constanța     | acasă     | 0-0       |
| 24        | 24 mai 1972        | UTA                 | deplasare | 2-1       |
| 25        | 28 mai 1972        | Jiul Petroșani      | acasă     | 3-0       |
| 26        | 31 mai 1972        | Crișul Oradea       | deplasare | 3-3       |
| 27        | 4 iunie 1972       | Steaua București    | deplasare | 1-0       |
| 28        | 11 iunie 1972      | SC Bacău            | acasă     | 6-0       |
| 29        | 21 iunie 1972      | Petrolul Ploiești   | deplasare | 0-2       |
| 30        | 25 iunie 1972      | FC Argeș            | acasă     | 2-3       |

| Cupa României | Cupa României  | Cupa României     | Cupa României | Cupa României |
| Etapa         | Data           | Adversar          | Stadion       | Rezultat      |
| ------------- | -------------- | ----------------- | ------------- | ------------- |
| șaisprezecimi | 5 martie 1972  | Petrolul Moinești | deplasare     | 4-1           |
| optimi        | 15 martie 1972 | Tractorul Brașov  | Ploiești      | 3-2           |
| sferturi      | 29 martie 1972 | Poli Timișoara    | Turnu Severin | 2-0           |
| semifinale    | 28 iunie 1972  | Jiul Petroșani    | Pitești       | 6-7 (pen.)    |

| Legendă    |
| ---------- |
| victorie   |
| egal       |
| înfrângere |

## Cupa Campionilor Europeni
Turul întâi
| 15 septembrie 1971 | Dinamo București | 0 – 0 | Spartak Trnava | Stadionul 23 August, București Spectatori: 35.000 Arbitru: Schiller (Austria) |
| 15 septembrie 1971 |                  |       |                | Stadionul 23 August, București Spectatori: 35.000 Arbitru: Schiller (Austria) |

| 29 septembrie 1971 | Spartak Trnava              | 2 – 2 | Dinamo București   | Spartak, Trnava Spectatori: 30.000 Arbitru: Weiland (RFG) |
| 29 septembrie 1971 | Kabat 40' Dobias 69' (pen.) |       | D.Popescu 62', 88' | Spartak, Trnava Spectatori: 30.000 Arbitru: Weiland (RFG) |

Dinamo s-a calificat mai departe grație golurilor marcate în deplasare.
Turul al doilea
| 20 octombrie 1971 | Dinamo București | 0 – 3                              | Feyenoord Rotterdam | Stadionul 23 August, București Spectatori: 40.000 Arbitru: Babacan (Turcia) |
| 20 octombrie 1971 |                  | Wery 37' Boskamp 43' Schneider 59' |                     | Stadionul 23 August, București Spectatori: 40.000 Arbitru: Babacan (Turcia) |

| 3 noiembrie 1971 | Feyenoord Rotterdam                     | 2 – 0 | Dinamo București | Stadion Feyenoord, Rotterdam Spectatori: 70.000 Arbitru: Burtenshaw (Anglia) |
| 3 noiembrie 1971 | Ion Nunweiller 52' (ag) Schoenmaker 63' |       |                  | Stadion Feyenoord, Rotterdam Spectatori: 70.000 Arbitru: Burtenshaw (Anglia) |

Feyenoord s-a calificat mai departe cu scorul general de 5-0.

## Echipa
Portari: Marin Andrei, Iosif Cavai, Mircea Constantinescu.
Fundași: Florin Cheran, Augustin Deleanu, Cornel Dinu, Vasile Dobrău, Dan Gaspar, Ion Nunweiller, Gabriel Sandu, Mircea Stoenescu.
Mijlocași: Alexandru Mustățea, Radu Nunweiller, Viorel Sălceanu, Alexandru Sătmăreanu.
Atacanți: Ion Batacliu, Alexandru Custov, Florea Dumitrache, Florian Dumitrescu, Emil Dumitriu, Mircea Lucescu, Doru Popescu.

### Transferuri
Au venit Alexandru Sătmăreanu (Crișul Oradea), Florian Dumitrescu (UTA) și Emil Dumitriu (Steagul Roșu). Au plecat Alexandru Boc (la Rapid) și Alexandru Moldovan (la Crișul Oradea). Debutează în echipă Alexandru Custov.